# Urtasvaara
Urtasvaara är ett berg i Finland. Det ligger i Enontekis i landskapet Lappland, i den norra delen av landet, 1 000 km norr om huvudstaden Helsingfors. Toppen på Urtasvaara är 1 050 meter över havet.
Terrängen runt Urtasvaara är huvudsakligen kuperad, men åt nordväst är den platt.  Trakten runt Urtasvaara är nära nog obefolkad, med mindre än två invånare per kvadratkilometer. Det finns inga samhällen i närheten. Trakten runt Urtasvaara består i huvudsak av gräsmarker.